# Михай-Когэлничану
Михай-Когэлничану (рум. Mihail Kogălniceanu) — коммуна в жудеце Тулча в Румынии.
В состав коммуны входят сёла:
- Лестунь
- Михаил-Когэлничану — административный центр коммуны
- Риндуника (старое название - Конгаз)

Коммуна расположена на расстоянии 218 км к востоку от Бухареста, 16 км к югу от Тулча, 96 км к северу от Констанцы и 69 км к юго-востоку от Галаца.
На 2011 год здесь проживали 2735 жителей.
По переписи 2011 года этнический состав населения — 98,4 % румын и 1,1 % ромы. По переписи 1930 года этнический состав был следующим: 93,9 % болгары и 4,5 % румыны.
Во время обмена населением в соответствии с Крайовским мирным договором 1940 г. этническое болгарское население было переселено в Болгарию.